# Бессі Коулман
Елізабет Коулман (26 січня 1892 — 30 квітня 1926) — американська цивільна авіаторка. Вона була першою афроамериканкою та першим корінним американцем, який отримав ліцензію пілота, а також першою чорношкірою людиною, яка здобула міжнародну ліцензію пілота (Коулман отримала ліцензію від Fédération Aéronautique Internationale 15 червня 1921 року).Також вона прославилася як учасниця небезпечних авіашоу в Сполучених Штатах. У народі льотчиця була відома як «Королева Бесс» (англ. Queen Bess) і «Відважна Бессі» (Brave Bessie).

## Ранні роки
Коулман народилася 26 січня 1892 року в Атланті, штат Техас у родині Джорджа Коулмана (афроамериканця, бабуся й дідусь якого походили з черокі або чокто), і афроамериканки Сьюзен Коулман. Елізабет була десятою з 13 дітей (до дорослого віку дожили лише дев'ятеро з них, що було типовим для того часу). Коли Коулман було два роки, її родина переїхала до Воксегачі (Техас), де вони жили як здольщики. Початкову освіту Елізабет отримала у місцевій школі, яку почала відвідувати у віці шести років. Щодня вона проходила чотири милі пішки до школи. У шкільному віці проявляла любов до читання та здібності до математики.
Кожного сезону Коулман переривала свій розпорядок, пов'язаний із школою, роботою та церквою, щоби взяти участь у збиранні врожаю бавовни. У 1901 році Джордж Коулман залишив родину: він переїхав до Оклахоми (або Індіанської території, як її тоді називали) в пошуках кращої роботи, але його дружина та діти не відправилися з ним. У віці 12 років Коулман поступила на стипендію до місіонерської школи баптистської церкви. Коли їй виповнилося вісімнадцять, вона взяла свої заощадження та поступила до Оклахомського сільськогосподарського та педагогічного університету для кольорових (англ. Oklahoma Colored Agricultural and Normal University) у Лангстоні, штат Оклахома (зараз цей заклад називається Лангстонським університетом). Через фінансові труднощі вона змогла закінчити лише один семестр, після чого повернулася додому.

## Кар'єра

### Чикаго
У 1915 році, в віці 23 років, Коулман переїхала до своїх братів у Чикаго, штат Іллінойс. Вона працювала манікюрницею в перукарні, де почула історії про польоти від пілотів, які поверталися додому з Першої світової війни. У неї виникла мрія самій стати пілотом, і щоб накопити на це гроші, вона знайшла другу роботу менеджера ресторану чилі:159. Американські льотні школи того часу не приймали ні жінок, ні афроамериканців, тому Роберт С. Ебботт, засновник і видавець газети Chicago Defender, заохотив її вчитися за кордоном. Еббот опублікував історію Коулман у своїй газеті, і вона отримала фінансову підтримку від банкіра Джессі Бінги:159.

### Франція
Бессі Коулман вивчила французьку в мовній школі Berlitz у Чикаго та 20 листопада 1920 року поїхала до Парижа, Франція, щоб отримати ліцензію пілота. Вона навчилася літати на біплані Nieuport 564:37.
15 червня 1921 року Коулман стала першою чорношкірою жінкою і першою індіанкою, яка отримала ліцензію пілота авіації, а також першою людиною афроамериканського й індіанського походження, яка отримала міжнародну авіаційну ліцензію Fédération Aeronautique Internationale. Сповнена рішучості вдосконалити свої навички, Коулман провела наступні два місяці, беручи уроки у французького пілота-аса поблизу Парижа. У вересні 1921 року вона повернулася до Сполучених Штатів, ставши медійною сенсацією.

### Авіашоу
До початку комерційних польотів лишалося ще більше десятиліття, і Бессі Коулман швидко зрозуміла, що заробляти на життя як цивільний авіатор вона зможе, виконуючи перед публікою небезпечні трюки в повітрі. Щоб досягти успіху на цій висококонкурентній арені, їй знадобилися додаткові уроки та більш широкий репертуар. У Чикаго вона не знайшла нікого, хто бажав би навчати її, тому в лютому 1922 року знову відпливла до Європи. Наступні два місяці Бессі провела у Франції, завершуючи авіакурси. Потім вона поїхала до Нідерландів, щоб зустрітися з Антоном Фоккером, одним із найвидатніших у світі авіаконструкторів, а також побувала у Німеччині, де відвідала корпорацію Fokker і пройшла додаткове навчання в одного з головних пілотів компанії. Повернувшись до Сполучених Штатів, вона свою кар'єру в повітряних виступах:47.
Вперше вона виступила на американському авіашоу 3 вересня 1922 року на заході вшанування ветеранів 369-го піхотного полку часів Першої світової війни, який повністю складався з афроамериканців. Цей захід проводився на аеродромі Кертіс-Філд на Лонг-Айленді поблизу Нью-Йорка. Газета її друга Ебботта «Chicago Defender» назвала Коулман «найвидатнішою жінкою-льотчиком у світі». Також на шоу відбулися повітряні виступи ще вісьмох американських пілотів-асів і стрибок темношкірого парашутиста Г’юберта Джуліана.
Через шість тижнів Коулман повернулася до Чикаго, де знову виступила на авіашоу, цього разу на честь 370-го піхотного полку Першої світової війни на аеродромі Чекерборд. Вона провела приголомшливу демонстрацію сміливих маневрів, включаючи вісімки, петлі та пікірування біля землі.

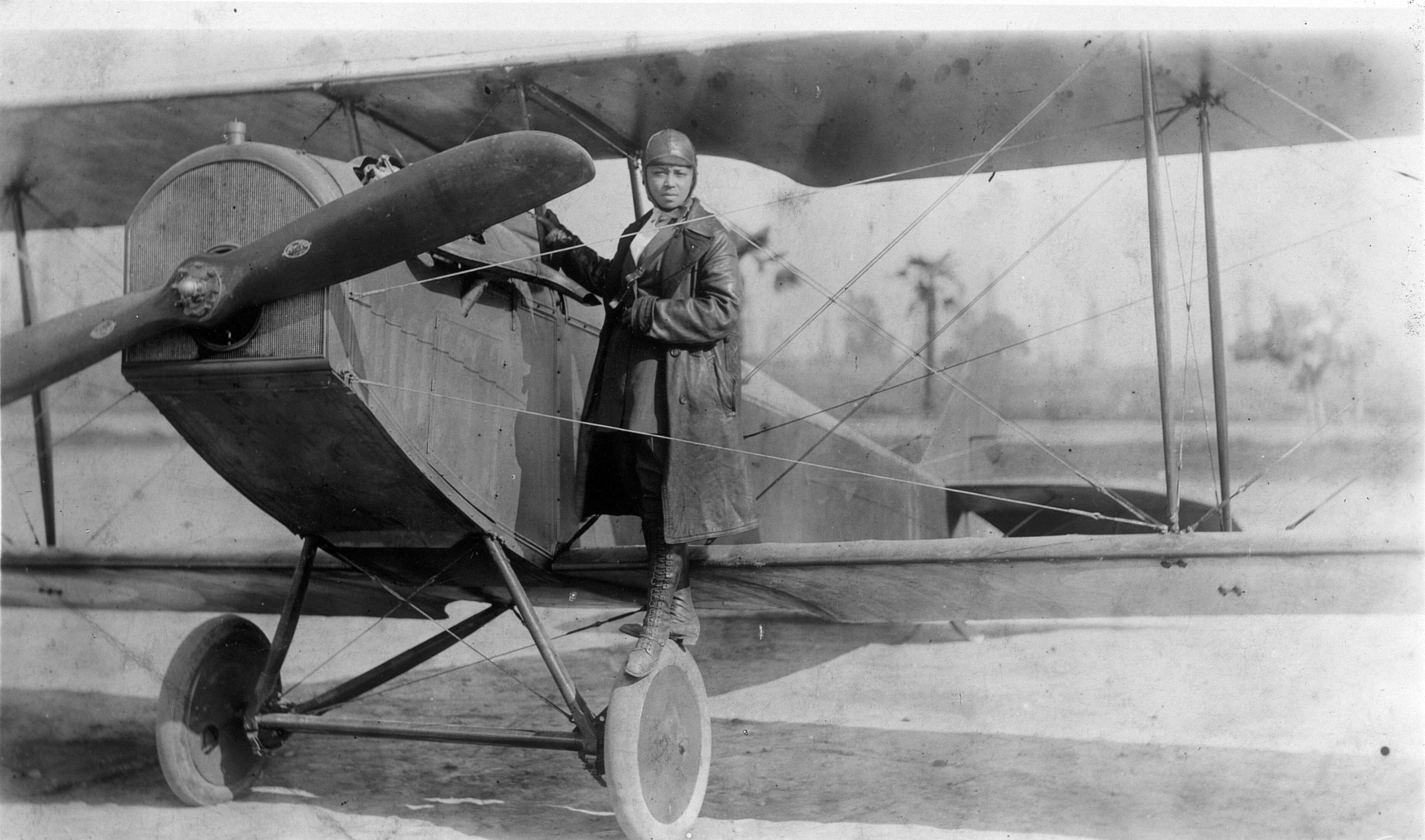
Світлина приблизно 1922 року.

Літала вона переважно на біпланах «Дженні» (Curtiss JN-4), які після війни у великих кількостях були розпродані збройними силами США як надлишкові. Протягом наступних п'яти років «Королева Бесс», як її називали, була дуже популярною. Її запрошували на важливі заходи, вона часто давала інтерв'ю газетам, нею захоплювалися як чорні, так і білі. Віддана популяризації авіації та боротьбі з расизмом, Коулман виступала перед аудиторією по всій країні, розповідаючи про розвиток авіації та цілі афроамериканців. Вона категорично відмовлялася брати участь в авіаційних заходах, які забороняли відвідувати афроамериканцям:162.
Під час виступу в Орландо, штат Флорида, вона зустріла преподобного Єзекію Гілла та його дружину Віолу. Ці громадські активісти запросили її залишитися з ними в приході місіонерської баптистської церкви. Це подружжя, яке ставилося до неї як до дочки, переконало її залишитися у них, і Коулман відкрила в Орландо салон краси, щоб підзаробити на покупку власного літака. У 2013 році одну з вулиць поблизу перейменували на Bessie Coleman Street.
Завдяки її зв'язкам зі ЗМІ Коулман запропонували роль у повнометражному фільмі «Тінь і сонце» (англ. Shadow and Sunshine), який фінансувала афроамериканська продюсерська компанія «Seminole». Коулман з радістю погодилася, сподіваючись, що це допоможе їй розвинути кар'єру та отримати частину грошей, необхідних для відкриття власної льотної школи. Але дізнавшись, що в першій сцені фільму вона повинна з'явитися в пошарпаному одязі, з дорожним посохом і торбинкою за спиною, вона відмовилася від зйомок, не бажаючи увічнювати принизливих стереотипів щодо темношкірих:57.

## Загибель

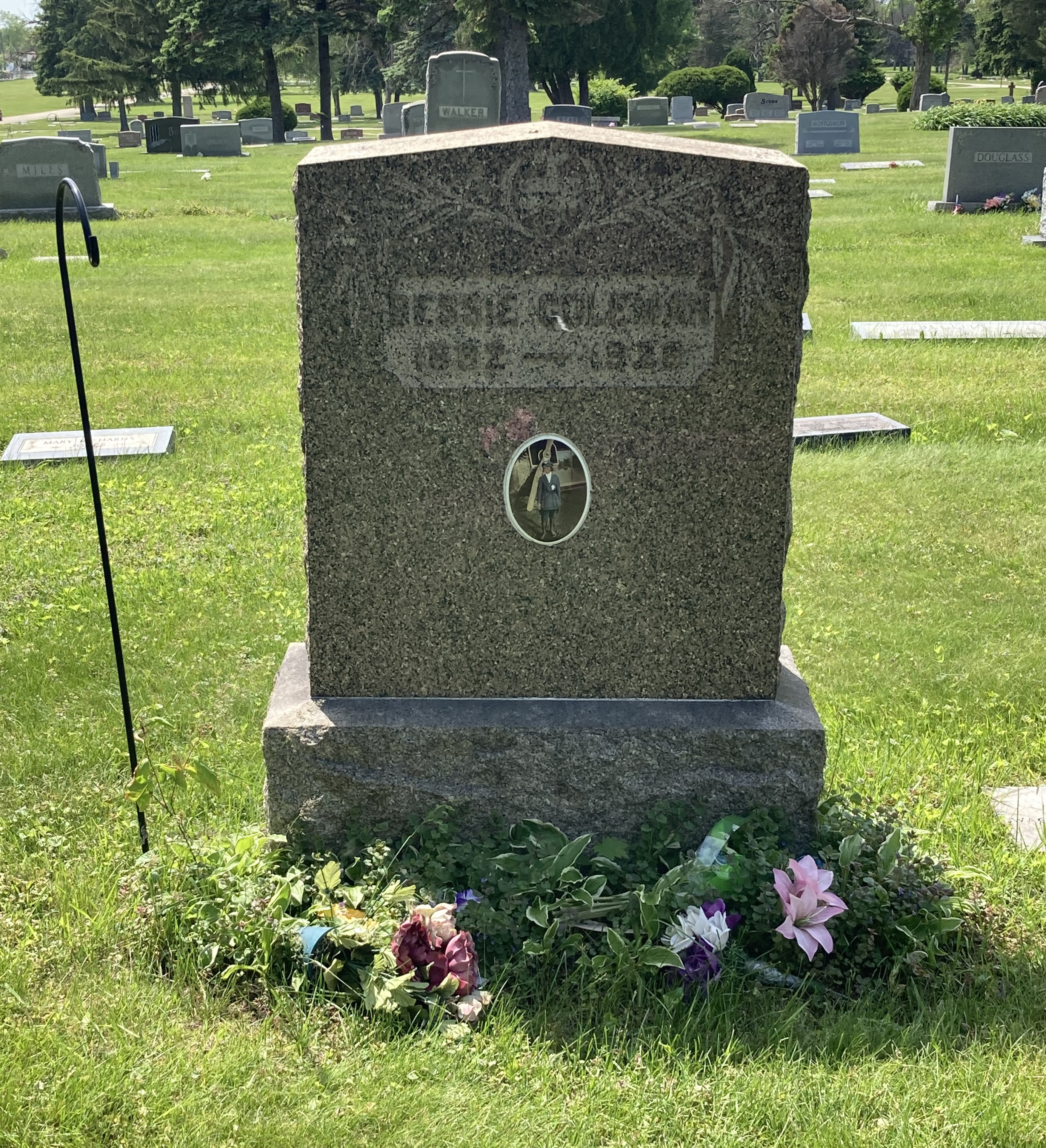
Могила Коулман на цвинтарі Лінкольна поблизу Чикаго.

30 квітня 1926 року Коулман перебувала у Джексонвіллі, штат Флорида. Нещодавно вона придбала Curtiss JN-4 у Далласі. На шляху з Далласа літак вів її механік і рекламний агент, 24-річний Вільям Д. Віллс, і йому довелося зробити три вимушені посадки по дорозі, оскільки літак був у поганому стані. Дізнавшись про це, друзі та родина Коулман благали її не літати на цьому літаку, але вона не погодилася. Коулман і Вілліс здійснили зліт для підготовки до завтрашнього авіашоу. Літаком керував Віллс, а Коулман сиділа на іншому сидінні. Наступного дня вона планувала стрибнути з парашутом, тому була не пристібнута, аби мати змогу краще роздивитися місцевість.
Приблизно через десять хвилин польоту літак несподівано почав втрачати висоту і увійшов у штопор. Коулман випала з літака на висоті близько 600 м і загинула миттєво від удару об землю. Віллс так і не зміг відновити контроль над літаком і загинув при зіткненні літака з землею. Хоча уламки сильно обгоріли, пізніше вдалося з'ясувати, що причиною катастрофи став гайковий ключ, який використовувався для обслуговування двигуна і затиснув елементи керування. На момент загибелі Коулман було 34 роки:109-111.
У Флориді відбулася траурна церемонія, після чого тіло відправили до Чикаго. Більшість ЗМІ мало згадували про її смерть, але афроамериканська преса широко розповсюдила цю новину. Траурну церемонію в Чикаго, яку вела активістка Іда Веллс, відвідали близько десяти тисяч людей.

## Спадок
Коулман не встигла здійснити свою мрію — заснувати школу для молодих чорношкірих авіаторів. Але її передові досягнення послужили натхненням для покоління афроамериканців та афроамериканок. Лейтенант Вільям Павелл у своїй присвяченій Коулман книзі «Чорні крила» (англ. Black Wings) 1934 року писав: «Завдяки Бессі Коулман ми подолали те, що було гірше расових бар'єрів. Ми подолали бар'єри всередині себе й наважилися мріяти». Павелл, що служив в окремому підрозділі для афроамериканців під час Першої світової війни, невтомно виступав за права темношкірих авіаторів через свою книгу, журнали та аероклуб імені Бессі Коулман, який він заснував у 1929 році:157.
Приклад Коулман називали джерелом свого натхнення численні піонери аеронавтики та, згодом, астронавтики, як-от Джон Робінсон, Корнеліус Коффі, Вілла Браун, Дженет Брегг, Роберт Лоуренс-молодший та Мей Джемісон.

## Пам'ять

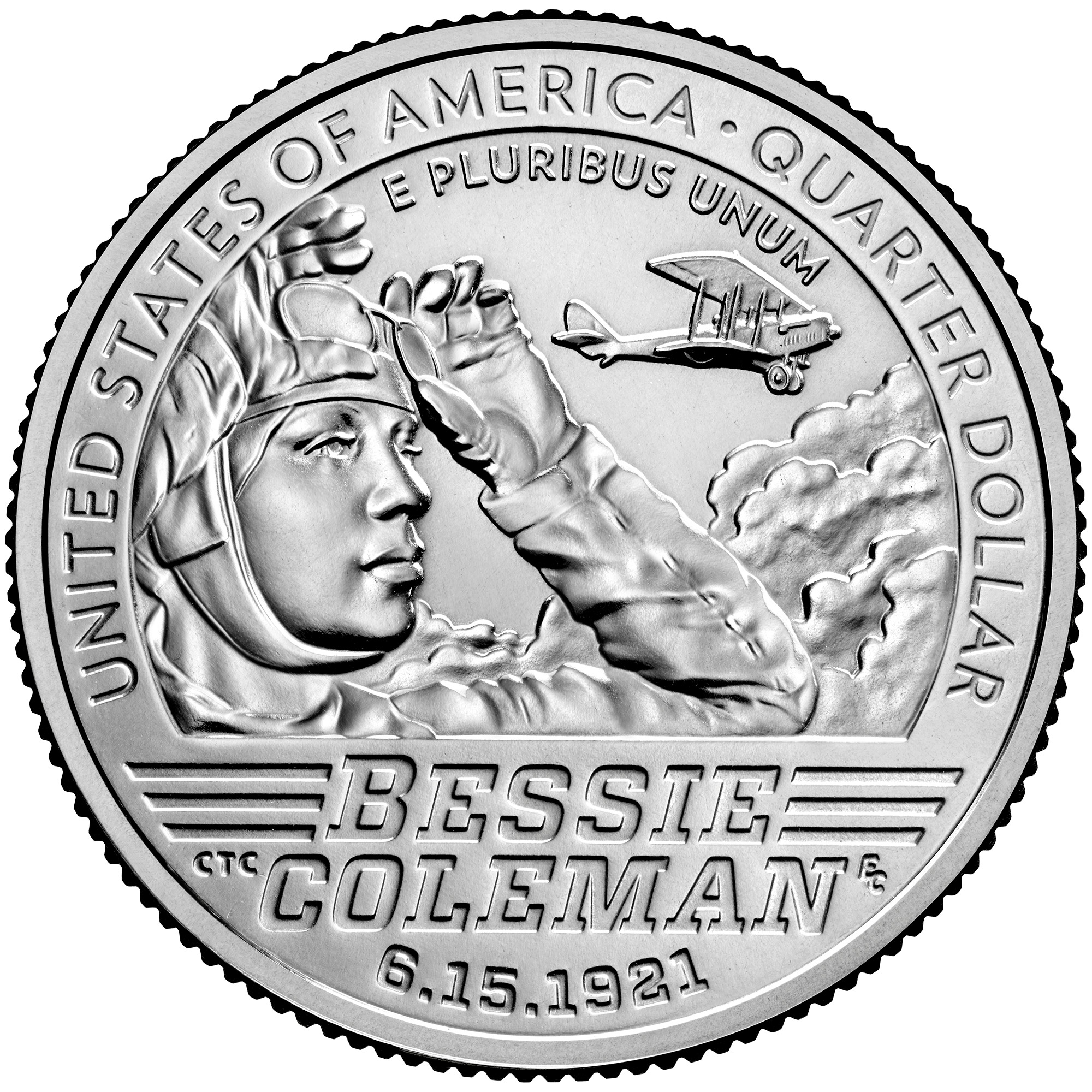
25-центова монета з профілем Коулман. Цифри «15.06.1921» — дата отримання нею міжнародної ліцензії пілота.

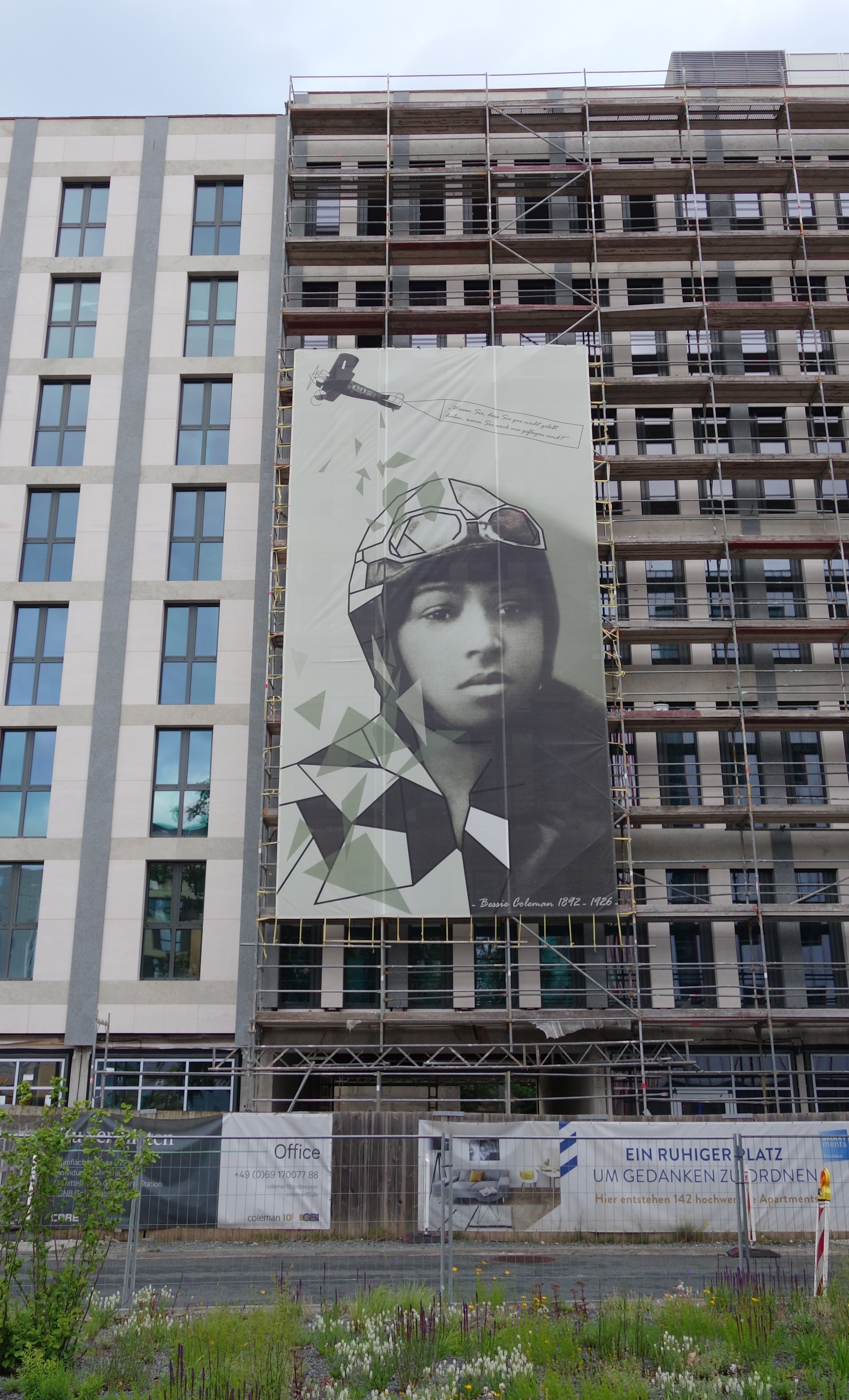
Великий плакат на Bessie-Coleman-Straße в аеропорту Франкфурта.

- У Регіональному історичному музеї в Атланті виставлено зменшену копію жовтого біплана Бессі Коулман «Королева Бесс». Експозиція музею також включає уніформу Бессі та інші пам'ятні речі про її життя та часи.
- Чиказький культурний центр[en] встановив меморіальну дошку на місці її колишнього будинку в Чикаго[25]. Також бронзова табличка з зображенням Коулман була встановлена у 2012 році на вхідних дверях школи, розташованої в Джексонвіллі на місці аеродрому, з якого льотчиця відправилася у свій останній політ.
- Ім'я Бессі Коулман носять:
  - Чиказька публічна бібліотека[en][26].
  - Ім'я Бессі Коулман носять бульвар у Воксегачі, де вона жила в дитинстві, школа в Седар-Гілл [27] та початкова школа у Корваллісі, штат Орегон[28]. На її честь перейменовано колишню Вест-Вашингтон-стріт в Орландо, де вона якийсь час проживала[20]. Крім того, її іменем названо вулиці у Франції: в Пуатьє[29] та у 20-му окрузі Парижа[30].
  - На честь Коулман названо дороги у міжнародних аеропортах Чикаго-О'Гара[31], Окленд[en] (Каліфорнія)[32], Тампа[33] і Франкфурт (Німеччина)[34], а також дорогу «Бессі Коулман-драйв» до муніципального аеропорту Голл-Міллер[en] в Атланті та кільцеву розв'язку, що веде до аеропорту Ніцци у Франції.
- Для старшокласників, які планують кар'єру в авіації, засновано кілька стипендій імені Бессі Коулман (Bessie Coleman Scholarship Awards).
- Серед афро-американських пілотів існує традиція скидати квіти під час прольоту над її могилою на кладовищі Лінкольна[25].
- У 1995 році Поштова служба США випустила на честь Коулман 32-центову марку. Ця марка стала 18-ю в серії «Спадщина чорношкірих» (англ. Black Heritage)[35].
- У 2001 році Коулман було введено до Національної зали слави жінок[36], у 2006 — до Національної зали слави авіації[en][37], у 2014 — до Міжнародної зали слави авіації та космосу в Музеї авіації та космонавтики Сан-Дієго[en][38].
- У 2013 році журнал Flying[en] поставив Коулман під номером 14 у список «51 герой авіації» [39].
- 26 січня 2017 року Google опублікував на честь 125-ї річниці зі дня народження Коулман відповідний Google Doodle[40].
- У 2021 році Міжнародний астрономічний союз на її честь дав назву «Coleman Mons» горі на Плутоні, розташованій на краю серцевидної Області Томбо[41][42].
- У серпні 2022 року American Airlines здійснила на честь сторіччя отримання Бессі ліцензії пам'ятний рейс із Далласа до Фінікса. Весь персонал для цього польоту складався з чорношкірих жінок — від пілотів і бортпровідниць до наземних авіатехніків і вантажної команди[43][44].
- У 2023 році компанія Mattel додала ляльку Барбі у вигляді Бессі Коулман до своєї серії «Жінки, що надихають» (Inspiring Women)[45].
- У 2023 році профіль Коулман був викарбуваний на 25-центовій монеті серії «Американські жінки»[en][46].